# Patrick Fillion
Pour les articles homonymes, voir Fillion.
 (septembre 2023).
Si vous disposez d'ouvrages ou d'articles de référence ou si vous connaissez des sites web de qualité traitant du thème abordé ici, merci de compléter l'article en donnant les références utiles à sa vérifiabilité et en les liant à la section « Notes et références ».
Patrick Fillion (né à Québec en 1973) est un dessinateur de bande dessinée canadien aux personnages homosexuels et aux thèmes érotiques.
Ses personnages, pour la plupart masculins, sont  dotés d'une musculature très développée, avec de sexes surdimensionnés. Les personnages les plus célèbres sont Camili-cat, Deimos, Naked Justice, Diablo, Zahn, Ghostboy et Space Cadet.

## Biographie
Né en 1973 dans la province de Québec, au Canada, Fillion commence très jeune à dessiner des comics et des nus, mais c'est quand il aménage à Vancouver en 1991 et découvre la communauté gay que son travail devient plus explicitement érotique. 
Il auto-publie certaines de ses bandes-dessinées sous la marque Class Enterprises.
En 2004, Fillion et son partenaire Robert Fraser créent leur propre société d'édition, Class Comics Inc., appelée à publier de nombreux comics érotiques gays de plusieurs auteurs.
Le succès des comics de Fillion dans le magazine Montreal's Zip a amené l'éditeur allemand Bruno Gmünder à publier plusieurs art book reprenant les travaux de Patrick Fillion, en particulier “Heroes”, “Mighty Males” et “Hot Chocolate”, plusieurs fois réédités. En France, les publications de The Class Comics paraissent aux éditions H&O.

## Œuvres
Publiées en France aux éditions H&O.
- Boytoons (illustrations)  (2004)
- Camili-Cat #1  (2003)
- Camili-Cat #2  (2004)
- Camili-Cat #3  (2004)
- Cube (contient Cube #1-4)
- Naked Justice #1 (2003)
- Naked Justice #2 (2004)
- Satisfaction garantie #1 (2004)
- Satisfaction garantie #2 (2004)
- Satisfaction garantie #3
- Satisfaction garantie #4
- Haute Tension #1